# Скрипак Юрій Миколайович
Ю́рій Микола́йович Скрипа́к — капітан Збройних сил України. Помічник начальника відділення зв'язку 3 БТГР 80 БТГр.

## Життєпис
16 червня 2001 року закінчив Чернігівський ліцей з посиленою військово-фізичною підготовкою

## Нагороди
За особисту мужність і високий професіоналізм, виявлені у захисті державного суверенітету та територіальної цілісності України, вірність військовій присязі нагороджений орденом Богдана Хмельницького III ступеня (6.1.2016).